# Peter Honess
Peter E. Honess (* Mai 1946) ist ein britischer Filmeditor.

## Leben
Nachdem Peter Honess die Privatschule Queen's College in Taunton von 1956 bis 1963 besuchte, verschaffte ihm sein Vater, ein Studiomanager in der britischen Niederlassung von MGM, einen Job als Produktionsassistent. Er lernte alle Produktionsbereiche kennen und interessierte sich vor allen Dingen für den Filmschnitt, so dass er 1967 mit Das dreckige Dutzend die Möglichkeit erhielt, beim Tonschnitt zu assistieren. Ursprünglich ging Honess 1971 lediglich für ein fünfwöchiges Praktikum nach Hollywood und blieb anschließend sieben Jahre, wo er die Möglichkeit erhielt, seine ersten beiden Spielfilme Heisse Hölle Harlem und Die Wiege des Bösen als eigenverantwortlicher Schnittmeister zu leiten. Zurück in England, musste er allerdings wieder als Assistent in Filmen wie Die Hunde des Krieges und Begierde arbeiten, bevor er 1984 mit Sein größter Sieg, Electric Dreams und Memed, mein Falke erstmals wieder eigenständig einen Filmschnitt leiten durfte.
Mit Highlander – Es kann nur einen geben folgte 1986 der erste Film, den Honess für Russell Mulcahy schnitt. Es folgten weitere Filme wie Ricochet – Der Aufprall, Karen McCoy – Die Katze und Shadow und der Fluch des Khan. Auch für den australischen Regisseur Fred Schepisi schnitt Honess einige Filme, darunter Das Rußland-Haus und Mr. Baseball. Für Curtis Hansons Film L.A. Confidential erhielt Honess 1998 nicht nur eine Oscar-Nominierung für den Besten Schnitt, sondern gewann auch den BAFTA Award für den Besten Filmschnitt.
Peter Honess ist Mitglied der American Cinema Editors.

## Filmografie (Auswahl)
- 1973: Heisse Hölle Harlem (Hell Up in Harlem)
- 1974: Die Wiege des Bösen (It’s Alive)
- 1981: Die Hunde des Krieges (The Dogs of War) (Schnitt-Assistenz)
- 1983: Begierde (The Hunger) (Schnitt-Assistenz)
- 1984: Electric Dreams
- 1984: Memed, mein Falke (Memed my Hawk)
- 1984: Sein größter Sieg (Champions)
- 1985: Eine demanzipierte Frau (Plenty)
- 1986: Highlander – Es kann nur einen geben (Highlander)
- 1987: Das Ritual (The Believers)
- 1988: Madame Sousatzka
- 1989: Ruf nach Vergeltung (Next of Kin)
- 1990: Das Rußland-Haus (The Russia House)
- 1991: Ricochet – Der Aufprall (Ricochet)
- 1992: Mr. Baseball
- 1993: Das Leben – Ein Sechserpack (Six degrees of separation)
- 1993: Karen McCoy – Die Katze (The Real McCoy)
- 1994: Shadow und der Fluch des Khan (The Shadow)
- 1995: Rob Roy
- 1996: Auge um Auge (Eye for an Eye)
- 1996: Haus der stummen Schreie (If These Walls Could Talk)
- 1997: L.A. Confidential
- 1998: Das Mercury Puzzle (Mercury Rising)
- 1999: Marschall Titos Geist (Maršal)
- 2000: Ein Freund zum Verlieben (The Next Best Thing)
- 2000: The Kid – Image ist alles (The Kid)
- 2001: The Fast and the Furious
- 2001: Tödliches Vertrauen (Domestic Disturbance)
- 2002: Harry Potter und die Kammer des Schreckens (Harry Potter and the Chamber of Secrets)
- 2004: Troja (Troy)
- 2005: Æon Flux
- 2006: Poseidon
- 2007. Der Goldene Kompass (The Golden Compass)
- 2009: I Love You, Beth Cooper
- 2010: Percy Jackson – Diebe im Olymp (Percy Jackson & the Olympians: The Lightning Thief)
- 2013: Words & Pictures – In der Liebe und in der Kunst ist alles erlaubt (Words and Pictures)
- 2013: Romeo und Julia (Romeo and Juliet)

## Auszeichnungen
Oscar
- 1998: Bester Schnitt – L.A. Confidential (nominiert)

BAFTA Award
- 1998: Bester Schnitt – L.A. Confidential